# Уабедо (тауншип, Миннесота)
Уабедо (англ. Wabedo) — тауншип в округе Касс, Миннесота, США. На 2000 год его население составило 375 человек.

## География
По данным Бюро переписи населения США площадь тауншипа составляет 91,5 км², из которых 63,8 км² занимает суша, а 27,7 км² — вода (30,23 %).

## Демография
По данным переписи населения 2000 года здесь находились 375 человек, 175 домохозяйств и 133 семьи.  Плотность населения —  5,9 чел./км².  На территории тауншипа расположено 650 построек со средней плотностью 10,2 построек на один квадратный километр. Расовый состав населения: 98,40 % белых, 0,53 % коренных американцев, 0,27 % азиатов, 0,27 % c Тихоокеанских островов и 0,53 % приходится на две или более других рас. Испанцы или латиноамериканцы любой расы составляли 1,07 % от популяции тауншипа.
Из 175 домохозяйств в 12,0 % воспитывались дети до 18 лет, в 73,7 % проживали супружеские пары, в 0,6 % проживали незамужние женщины и в 24,0 % домохозяйств проживали несемейные люди. 18,9 % домохозяйств состояли из одного человека, при том 8,0 % из — одиноких пожилых людей старше 65 лет. Средний размер домохозяйства — 2,14, а семьи — 2,37 человека.
12,3 % населения — младше 18 лет, 2,9 % — в возрасте от 18 до 24 лет, 13,6 % — от 25 до 44, 41,6 % — от 45 до 64, и 29,6 % — старше 65 лет. Средний возраст — 57 лет. На каждые 100 женщин приходилось 119,3 мужчин.  На каждые 100 женщин старше 18 приходилось 113,6 мужчин.
Средний годовой доход домохозяйства составлял 36 979 долларов, а средний годовой доход семьи — 43 500 долларов. Средний доход мужчин —  35 208  долларов, в то время как у женщин — 25 833. Доход на душу населения составил 21 022 доллара. За чертой бедности не находилась ни одна семья и 3,4 % всего населения тауншипа, из которых 6,4 % старше 65 лет.